# Under Attack (альбом Destruction)
Under Attack (с англ. — «Под атакой») — тринадцатый студийный альбом немецкой трэш-метал-группы Destruction, выпущенный 13 мая 2016 года на лейбле Nuclear Blast.

## Тексты песен
Говоря о заглавной песне, вокалист Марсель «Schmier» Ширмер говорил: «Я думаю, что мы все находимся „под атакой“, всё начинается с наших мобильных телефонов и наших компьютеров, (...) Мы высокотехнологичное общество, Under Attack было (...) идеальным название для отображения состояния планеты, у нас определенно будет много проблем в будущем, если мы не проснёмся и не начнём исправляться. Мы всегда что-то меняем, когда уже слишком поздно!»
В тексте песни «Second to None» речь идет о кибербуллинге и домогательствах, особенно в Интернете.

## Список композиций
Слова и музыка всех песен — Марсель «Schmier» Ширмер и Майк Зифрингер.
| №                   | Название                        | Длительность |
| ------------------- | ------------------------------- | ------------ |
| 1.                  | «Under Attack»                  | 6:13         |
| 2.                  | «Generation Nevermore»          | 4:04         |
| 3.                  | «Dethroned»                     | 4:50         |
| 4.                  | «Getting Used to the Evil»      | 6:08         |
| 5.                  | «Pathogenic»                    | 4:27         |
| 6.                  | «Elegant Pigs»                  | 3:40         |
| 7.                  | «Second to None»                | 5:11         |
| 8.                  | «Stand Up for What You Deliver» | 4:20         |
| 9.                  | «Conductor of the Void»         | 4:33         |
| 10.                 | «Stigmatized»                   | 4:12         |
| Общая длительность: | Общая длительность:             | 47:38        |

| №                   | Название                                | Автор(ы)                          | Длительность |
| ------------------- | --------------------------------------- | --------------------------------- | ------------ |
| 11.                 | «Black Metal» (кавер на Venom)          | Cronos, Mantas, Abaddon           | 3:14         |
| 12.                 | «Thrash Attack» (перезаписанная версия) | Ширмер, Зифрингер, Томми Зандманн | 2:58         |
| Общая длительность: | Общая длительность:                     | Общая длительность:               | 53:50        |

## Участники записи
Destruction
- Марсель «Schmier» Ширмер — бас-гитара, вокал
- Майк Зифрингер — гитара
- Варцуник «Vaaver» Драмовиц — ударные

Приглашённые музыканты
- Алекс Камарго — вокал на «Black Metal»
- Дамир Эскич — соло-гитара (три соло в некоторых песнях[12])

Производственный персонал
- Мартин Бухвальтер — звукорежиссёр
- V.O. Pulver — звукорежиссёр, сведение, мастеринг
- Gyula Havancsák — обложка

## Чарты
| Чарт (2016)                     | Высшая позиция |
| ------------------------------- | -------------- |
| Бельгия/Фландрия (Ultratop)     | 145            |
| Бельгия/Валлония (Ultratop)     | 85             |
| Германия (Offizielle Top 100)   | 68             |
| Швейцария (Schweizer Hitparade) | 90             |